# Gnathochromis
Рід налічує 2 види риб родини цихлові.

## Види
- Gnathochromis permaxillaris (David 1936)
- Gnathochromis pfefferi (Boulenger 1898)